# Pseudofolclor
Pseudofolclorul este un folclor neautentic, fabricat , prezentat ca și cum ar fi cu adevărat tradițional . Termenul se poate referi la povești noi sau cântece alcătuite sau la folclor care este refăcut și modificat pentru gusturile moderne. Elementul denaturării este central; artiștii care se bazează pe poveștile tradiționale în munca lor nu produc falsuri decât dacă susțin că creațiile lor sunt folclor adevărat.  În ultimele câteva decenii, termenul a scăzut în general în favoarea studiilor de folclor, deoarece pune un accent pe origine în loc de practica continuă pentru a determina autenticitatea.
Termenul fakelore (Pseudofolclor) a fost inventat în 1950 de folcloristul american Richard M. Dorson .  Exemplele lui Dorson au inclus cowboy-ul fictiv Pecos Bill, care a fost prezentat ca un erou popular al vestului american, dar a fost de fapt inventat de scriitorul Edward S. O'Reilly în 1923. Dorson l-a considerat și pe Paul Bunyan ca pe un pseudofolclor. Deși Bunyan își are originea ca personaj din poveștile tradiționale spuse de tăietorii din regiunea Marilor Lacuri din America de Nord, James Stevens, un scriitor de reclame care lucrează pentru Compania de cherestea a Red River, a inventat multe dintre poveștile despre el care sunt cunoscute astăzi. Potrivit lui Dorson, agenții de publicitate și popularizatorii l-au transformat pe Bunyan într-un „pseudo erou popular al culturii de masă din secolul al XX-lea”, care semăna puțin cu originalul. 
Folclorismul se referă și la invenția sau adaptarea folclorului. Spre deosebire de pseudofolclor, totuși, folclorismul nu este neapărat înșelător; include orice utilizare a unei tradiții în afara contextului cultural în care a fost creată. Termenul a fost folosit pentru prima dată la începutul anilor 1960 de către erudiții germani, care erau interesați în primul rând de utilizarea folclorului de către industria turismului . Cu toate acestea, arta profesională bazată pe folclor, reclamele TV cu personaje de basm și chiar studiile academice de folclor sunt toate forme de folclorism.  

## Controversă
Termenul pseudofolclor este adesea folosit de cei care caută să îl expună sau să-l dezmembreze, inclusiv Dorson însuși, care a vorbit despre o „luptă împotriva pseudofolcorului”.  Dorson s-a plâns că popularizatorii au sentimentalizat folclorul, stereotipând oamenii care l-au creat ca fiind ciudat și capricios  - întrucât adevăratul lucru era adesea „repetitiv, stângaci, lipsit de sens și obscen”.  El a pus în contrast poveștile autentice ale lui Paul Bunyan, care fuseseră atât de pline de termeni tehnici de înregistrare, încât persoanelor din afară le-ar fi fost greu de înțeles părți din ele, cu versiunile comercializate, care semănau mai mult cu cărțile pentru copii . Paul Bunyan original fusese șiret și uneori nobil; o poveste spunea cum și-a înșelat oamenii din salariu. Cultura de masă a oferit unui Bunyan dezinfectat un „spirit de capriciu gargantuan [care] nu reflectă nici o dispoziție reală a lemnarilor”.  Daniel G. Hoffman a spus că Bunyan, un erou popular, a fost transformat într-un purtător de cuvânt pentru capitaliști: „Acesta este un exemplu al modului în care un simbol tradițional a fost folosit pentru a manipula mintea oamenilor care nu aveau nimic de-a face cu creare." 
Alții au susținut că arta și folclorul creat profesional se influențează reciproc și că această influență reciprocă ar trebui studiată mai degrabă decât condamnată.  De exemplu, Jon Olson, profesor de antropologie, a raportat că, în timp ce a crescut, a auzit povești ale lui Paul Bunyan care își au originea în publicitatea companiei de cherestea.  Dorson văzuse efectul surselor tipărite asupra poveștilor transmise oral de Paul Bunyan ca pe o formă de contaminare încrucișată care „înlăcurase fără speranță tradiția”.  Pentru Olson, totuși, „ideea este că eu personal i-am fost expus lui Paul Bunyan în genul unei tradiții orale vii, nu a pădurarilor (din care mai sunt puțini prețioși), ci a oamenilor prezenți din zonă”.  Ceea ce era pseudofolclor devenise din nou folclor.

## Exemple
Pe lângă Paul Bunyan și Pecos Bill, Dorson l-a identificat pe eroul popular american Joe Magarac drept pseudofolclor.  Magarac, un fictiv steelworker , mai întâi a apărut în 1931 în revista Scribner  poveste de scriitorul Owen Francis. Era un om literalmente de oțel care făcea șine din metal topit cu mâinile goale; a refuzat ocazia de a se căsători pentru a se dedica muncii 24 de ore pe zi, a muncit atât de mult încât moara a trebuit să se închidă și, în cele din urmă, disperat de trândăvie forțată, s-a topit în cuptorul morii pentru a îmbunătăți calitatea oțelului. Francis a spus că a auzit această poveste de la imigranții croați din siderurgia din Pittsburgh, Pennsylvania ; el a raportat că i-au spus că cuvântul magarac este un compliment, apoi a râs și a vorbit între ei în propria lor limbă, pe care el nu o vorbea. Cuvântul înseamnă de fapt „măgar” în croată și este o insultă. Din moment ce nu a fost descoperită nicio urmă a existenței poveștilor lui Joe Magarac înainte de 1931, informatorii lui Francis ar fi putut să-l inventeze pe personaj ca o glumă asupra lui. În 1998, Gilley și Burnett au raportat „doar semne provizorii că povestea Magarac a făcut cu adevărat o transformare substanțială din„ pseudo- ”în„ folclor ' , dar au remarcat importanța sa ca icoană culturală locală. 
Alți eroi populari americani care au fost numiți pseudofolclor includ Old Stormalong, Febold Feboldson,  Big Mose, Tony Beaver, Bowleg Bill, Whisky Jack, Annie Christmas, Cordwood Pete, Antonine Barada și Kemp Morgan .  Marshall Fishwick descrie aceste figuri în mare parte literare ca imitații ale lui Paul Bunyan .  În plus, savantul Michael I. Niman descrie Legenda războinicilor curcubeu - o credință că un „nou trib” va moșteni căile nativilor americani și va salva planeta - ca un exemplu de fakelore. 